# Покривник магдаленський
Покривни́к магдаленський (Sipia palliata) — вид горобцеподібних птахів родини сорокушових (Thamnophilidae). Мешкає в Колумбії і Венесуелі. Раніше вважався конспецифічним з бурим покривником, однак був визнаний окремим видом.

## Опис
Довжина птаха становить 13-14 см, вага 24 г. Загалом магдаленські покривники є дуже схожими на бурих покривників. У самців голова сіра, шия і нижня частина тіла сірі, однак дещо світліші, горло чорнувате, однак чорна пляма не поширюється на груди. Верхня частина тіла, включно з крилами і хвостом, оливково-коричнева, на покривних перах крил є помітні білі плямки. Райдужки червоні. Самиці мають подібне забарвлення, однак горло у них поцятковане білим лускоподібним візерунком, а плямки на покривних перах крил у них білі.

## Поширення і екологія
Магдаленські покривники мешкають в Колумбії, на північних схилах Анд (від північної Антіокії на схід до Сесара і на південь до Кальдаса) і в долині Магдалени, а також на північних схилах гір Кордильєра-де-Мерида на заході Венесуели. Вони живуть в густому підліску вологих тропічних лісів в низовинах і передгір'ях. Зустрічаються парами, на висоті від 500 до 1400 м над рівнем моря. Відсутні у більш сухих і високогірних районах. Магдаленські покривники живляться комахами та іншими безхребетними, яких шукають в підліску, серед повалених дерев, на висоті до 1 м над землею. Іноді слідкують за кочовими мурахами.

## Збереження
МСОП класифікує стан збереження цього виду як близький до загрозливого. Магдаленським покривникам загрожує знищення природного середовища.